# S. T. Joshi
S. T. Joshi (Sunand Tryambak Joshi, 22 de junio de 1958) es un escritor y crítico literario estadounidense de origen indio, considerado uno de los principales expertos en la obra y la figura de H. P. Lovecraft, Ambrose Bierce, H. L. Mencken, y otros autores, principalmente dentro del campo del cuento de horror, la fantasía y lo sobrenatural.
Ha escrito los estudios genéricos The Weird Tale (El cuento de terror, 1990) y The Modern Weird Tale (El cuento de terror moderno, 2001). Su obra más importante hasta el momento es la premiada biografía H. P. Lovecraft: A Life (1996), recientemente publicada en castellano.

## Biografía
S. T. Joshi, nació en Poona (hoy Pune), India, el 22 de junio de 1958, tercero de los hijos de Tryambak Mahadeo Joshi (1910-1994) y Padmini (Iyengar) Tryambak Joshi (1927). Sus padres, profesores de Economía y Matemáticas, respectivamente, se trasladaron con su familia a vivir a los Estados Unidos en el año 1963.
Joshi descubrió a Lovecraft a la temprana edad de trece años, lo que le produjo una extraordinaria impresión, llevándolo incluso a escribir sus propias historias. Su interés lo impulsó a terminar sus estudios en la Brown University, en Providence (Rhode Island) y a emprender una extensa labor crítica sobre Lovecraft, que con los años incluiría bibliografías y ediciones críticas de sus relatos. A partir de 1986 impulsó la creación de las revistas Lovecraft Studies, Studies in Weird Fiction y Necrofile: The Review of Horror Fiction.
A partir de 1987 sus intereses se ampliaron a otros autores que habían influido en Lovecraft (Arthur Machen, Lord Dunsany, etc.), lo que acabaría desembocando años después en la publicación de libros como The Modern Weird Tale o Ramsey Campbell and Modern Horror Fiction (ambos de 2001), etc.
Autor de arraigadas convicciones en el ateísmo, en 2000 publicó Atheism: A Reader, y en 2003 God's Defenders: What They Believe and Why They Are Wrong, constituyendo ambas obras expresión fidedigna de la otra gran faceta de su pensamiento.
En los últimos años ha dirigido su atención a autores como Ambrose Bierce (A Sole Survivor: Bits of Autobiography, 1998; The Unabridged Devil's Dictionary, 2000; Collected Fables, 2000), George Sterling y H. L. Mencken, así como al círculo literario del que formaban parte.

## Obra
Su crítica literaria trata de ahondar en la comprensión profunda y en las particulares visiones del mundo de los autores de los estudios respectivos. Su obra ya mencionada The Weird Tale [El cuento de terror] retrata a seis conocidos maestros del género: Arthur Machen, Algernon Blackwood, Lord Dunsany, M. R. James, Ambrose Bierce y Lovecraft. The Modern Weird Tale [El cuento de terror moderno] estudia a un grupo de autores posteriores, incluyendo a Ramsey Campbell, Stephen King, Robert Aickman, Thomas Ligotti, T. E. D. Klein y otros, igualmente desde un punto de vista entre literario y filosófico. Por su parte, The Evolution of the Weird Tale [La evolución del cuento de terror] incluye ensayos de parecida naturaleza sobre Dennis Etchison, L. P. Hartley, E. F. Benson, Rudyard Kipling y Robert Bloch, entre otros.
En la actualidad, S. T. Joshi trabaja en la edición de la poesía completa de Clark Ashton Smith y George Sterling, y de los ensayos completos de Lovecraft.
Pese a su importancia y singularidad, casi toda la obra S. T. Joshi permanece inédita en castellano.

### Obra
- H. P. Lovecraft and Lovecraft Criticism: An Annotated Bibliography (Kent, OH: Kent State University Press, 1981).
- H. P. Lovecraft (Starmont Reader's Guide 13) (Mercer Island, WA: Starmont House, 1982).
- The Weird Tale (Austin: University of Texas Press, 1990).
- John Dickson Carr: A Critical Study (Bowling Green University Popular Press, 1990).
- H. P. Lovecraft: The Decline of the West (Mercer Island, WA: Starmont House, 1990).
- Lord Dunsany: A Bibliography (con Darrell Schweitzer) (Lanham, MD: Scarecrow Press, 1993).
- Lord Dunsany: Master of the Anglo-Irish Imagination (Westport, CT: Greenwood Press, 1995).
- The Core of Ramsey Campbell: A Bibliography & Reader's Guide (con Ramsey Campbell & Stefan Dziemianowicz) (West Warwick, RI: Necronomicon Press, 1995).
- H. P. Lovecraft: A Life (West Warwick, RI: Necronomicon Press, 1996).
- The Modern Weird Tale (Jefferson, NC: McFarland, [marzo] 2001).
- Ramsey Campbell and Modern Horror Fiction (Liverpool: Liverpool University Press, (junio) 2001).
- God's Defenders: What They Believe and Why They Are Wrong (Amherst, NY: Prometheus Books, (junio) 2003).
- Primal Sources: Essays on H. P. Lovecraft (New York: Hippocampus Press, 2003).
- The Evolution of the Weird Tale (New York: Hippocampus Press, 2004).
- Supernatural Literature of the World: An Encyclopaedia (con Stefan Dziemianowicz) (2005)
- The Angry Right: Why Conservatives Keep Getting It Wrong (Amherst, NY: Prometheus Books, 2006).

### Ediciones
- H. P. Lovecraft in "The Eyrie" (con Marc A. Michaud (1979).
- H. P. Lovecraft: Four Decades of Criticism (1980).
- The Private Life of H. P. Lovecraft de Sonia H. Davis (1985).
- Collected Poems by Donald Wandrei (1988).
- An Epicure in the Terrible: A Centennial Anthology of Essays in Honour of H. P. Lovecraft (con David E. Schultz) (1991).[1]
- The Count of Thirty: A Tribute to Ramsey Campbell (1993).
- H. P. Lovecraft in the Argosy (1994).
- Caverns Measureless to Man: 18 Memoirs of Lovecraft (1996).
- Best Ghost Stories de Bram Stoker (con Richard Dalby & Stefan Dziemianowicz) (1997).
- A Night with Mephistopheles de Henry Ferris (1997).
- The Complete John Silence Stories de Algernon Blackwood (1998).
- A Sole Survivor: Bits of Autobiography de Ambrose Bierce (con David E. Schultz) (1998).
- Documents of American Prejudice (editó New York: Basic Books, 1999).
- Great Weird Tales (1999).
- Collected Fables de Ambrose Bierce (2000).
- Civil War Memories (2000).
- The Horror on the Stair and Other Weird Tales de Sir Arthur Quiller-Couch (2000).
- The Monster Maker and Other Stories de W. C. Morrow (con Stefan Dziemianowicz) (2000).
- The Unabridged Devil's Dictionary de Ambrose Bierce (con David E. Schultz) (2000).
- The Yellow Sign and Other Stories de Robert W. Chambers (2000).
- Atheism: A Reader (Amherst, NY: Prometheus Books, [octubre] 2000).
- The Fall of the Republic and Other Political Satires de Ambrose Bierce (con David E. Schultz) (2000).
- The Mark of the Beast and Other Horror Tales de Rudyard Kipling (2000).
- From Baltimore to Bohemia: The Letters of H. L. Mencken and George Sterling (2001).
- The Three Impostors and Other Stories de Arthur Machen (2001).
- The Return of the Soul and Other Stories de Robert S. Hichens (2001).
- The Black Diamonds de Clark Ashton Smith (2002).
- Great Tales of Terror (2002).
- H. L. Mencken on American Literature (2002).
- Ancient Sorceries and Other Weird Stories de Algernon Blackwood (2002).
- H. L. Mencken on Religion (2002).
- Eyes of the God de R. H. Barlow (con Douglas A. Anderson y David E. Schultz) (2002).
- Ramsey Campbell, Probably de Ramsey Campbell (2002).
- The Place Called Dagon de Herbert S. Gorman (2003).
- A Much Misunderstood Man: Selected Letters de Ambrose Bierce (con David E. Schultz) (2003).
- The Thirst of Satan: Poems of Fantasy and Terror de George Sterling (2003).
- The Pleasures of a Futuroscope de Lord Dunsany (2003).
- The White People and Other Stories de Arthur Machen (2003)
- Mencken's America de H. L. Mencken (2004)
- The Complete Jorkens (3 v.) de Lord Dunsany (2004).
- In the Land of Time and Other Fantasy Tales de Lord Dunsany (2004).
- The Yellow Sign and Other Stories: The Complete Weird Tales of Robert W. Chambers (2004).
- The Dreams in the Witch House and Other Weird Stories de H. P. Lovecraft (2005).
- The Terror and Other Tales de Arthur Machen (2005).
- Count Magnus and Other Ghost Stories de M. R. James (2006).
- In Her Place: A Documentary History of Prejudice Against Women (2006).

### Traducciones de sus libros
- Lovecraft: A Study in the Fantastic por Maurice Lévy (1988).

## Edición en castellano
- S. T. Joshi (2022). Yo soy Providence. La vida y época de H. P. Lovecraft. Edición en tapa dura, Obra completa en dos volúmenes, traducción de Carlos M. Pla, colección Yuggoth. Aurora Dorada Ediciones.

1. Volumen Primero. Prólogo exclusivo de S. T. Joshi para la edición en español, 830 páginas (Segunda edición). ISBN 978-84-12-41518-6.
2. Volumen Segundo. 778 páginas. ISBN 978-84-12-56431-0.